# شیرو نامیکی
شیرو نامیکی (ژاپنی: なみきしろう زاده ۲۱ سپتامبر ۱۹۵۷ چیبا، ژاپن) بازیگر سینما و تلویزیون ژاپن.
سال‌های فعالیت: ۱۹۸۳تا اکنون

## فیلم شناسی
1. گاکو نو کایدان (۲۰۰۷)
2. نیهون چین بوتسو (۲۰۰۶)
3. پُوچی نو ککوهاکو (۲۰۰۶)
4. Kamen Rider The First (۲۰۰۵)
5. نوریکو نو شوکوتاکو (۲۰۰۵)
6. شینجو ارجی (۲۰۰۵)
7. مرد شیطان (۲۰۰۴)
8. Moonlight Jellyfish (۲۰۰۴)
9. هانوچی (۲۰۰۴)
10. Get in on (۲۰۰۱)
11. دنن نو یوتسو (۲۰۰۱)
12. ککو بتسو (۲۰۰۱)
13. ایکیسوداما (۲۰۰۱)
14. Wild Zero (۲۰۰۰)

## تلویزیون
ایفای نقش " ریوزو " شوهر اوشین، در سریال سال‌های دور از خانه محصول ۱۹۸۳ (این سریال آغاز فعالیت وی نیز به شمار می‌آید)